# Canon EOS
Unter dem Kürzel EOS für Electro-Optical System bringt der japanische Kamerahersteller Canon seit 1987 Systemkameras heraus. Diese lassen sich in folgende Reihen gliedern:
Die Canon-EOS-Reihe (1987–2004) besteht aus analogen Spiegelreflexkameras (Single Lens Reflex SLR), die auf Kleinbildfilm oder APS-Film (EOS IX, EOS IX 7) belichten. Mit den 1987 herausgebrachten Modellen EOS 620 und EOS 650 führte Canon sein neues EF-Bajonett ein, so dass ältere Canon-Objektive nicht mehr benutzt werden konnten. Diesen Systemwechsel hielten die Entscheider bei Canon für notwendig, um die Autofokustechnologie auch in Spiegelreflexkameras anbieten zu können. Der Konkurrent Minolta hatte es zwei Jahre vorher genauso gemacht, Nikon und Pentax dagegen behielten ihre alten Bajonette bei, mussten dazu aber technische Kompromisse eingehen. In die Canon-EOS-Reihe gehört auch die namentlich abweichende Canon EF-M von 1991, eine SLR mit dem EF-Bajonett, aber ohne Autofokus (M für Manual Focus).
Die Canon-EOS-D-Reihe (1995–2020) besteht aus digitalen Spiegelreflexkameras (Digital Single Lens Reflex DSLR), die auf Sensoren im Kleinbildformat (Canon EOS-1D, 5D, 6D), im APS-H-Format (frühe EOS-1D-Modelle) oder im APS-C-Format (Canon EOS 7D u. a. m.) belichten. Canon-Nutzer konnten von analoger auf digitale Fotografie umsteigen und ihre Canon-EF-Objektive, Fremdobjektive mit EF-Anschluss und Systemzubehör wie TTL-Blitzgeräte weiter benutzen.
Die Canon-EOS-M-Reihe (2012–2020) besteht aus digitalen, spiegellosen Systemkameras, die auf Sensoren im APS-C-Format belichten. Wegen ihrer geringen Größe haben diese Kameras ein eigenes Bajonett, das EF-M-Bajonett, an das EF-M-Objektive angesetzt werden können. (Trotz der gleichen Bezeichnung passen EF-M-Objektive nicht an die analoge SLR Canon EF-M.)
Die Canon-EOS-R-Reihe (seit 2018) besteht aus digitalen, spiegellosen Systemkameras, die auf Sensoren im Vollformat (früher "Kleinbildformat" genannt) und (seit 2022) im APS-C-Format belichten. Mit dem ersten Modell dieser Reihe, der Canon EOS R, führte Canon das neue RF-Bajonett ein. Für die Nutzung von EF-Objektiven an EOS-R-Kameras werden verschiedene Adapter angeboten. Die EOS-R-Reihe hat die EOS-D-Reihe und die EOS-M-Reihe abgelöst. Mit der EOS-1D X III, der EOS 850D und der EOS M50 II erschienen 2020 die letzten Modelle dieser Reihen.
Die Canon-EOS-C-Reihe (seit 2012) besteht aus digitalen Filmkameras für professionelle Anwendungen (C für Cinema). Die älteren Modelle (z. B. EOS C300, EOS C500) werden alternativ mit dem PL-Bajonett oder dem EF-Bajonett angeboten, so dass alle EF-Objektive verwendet werden können. Die neueren Modelle (ab der EOS C70) haben das RF-Bajonett. In diese Reihe gehören auch die EOS-1D C (EF-Bajonett) und die EOS R5 C (RF-Bajonett), deren Gehäuse auf den ersten Blick eher an Foto- als an Filmkameras denken lassen.